# Am Mähried bei Staden

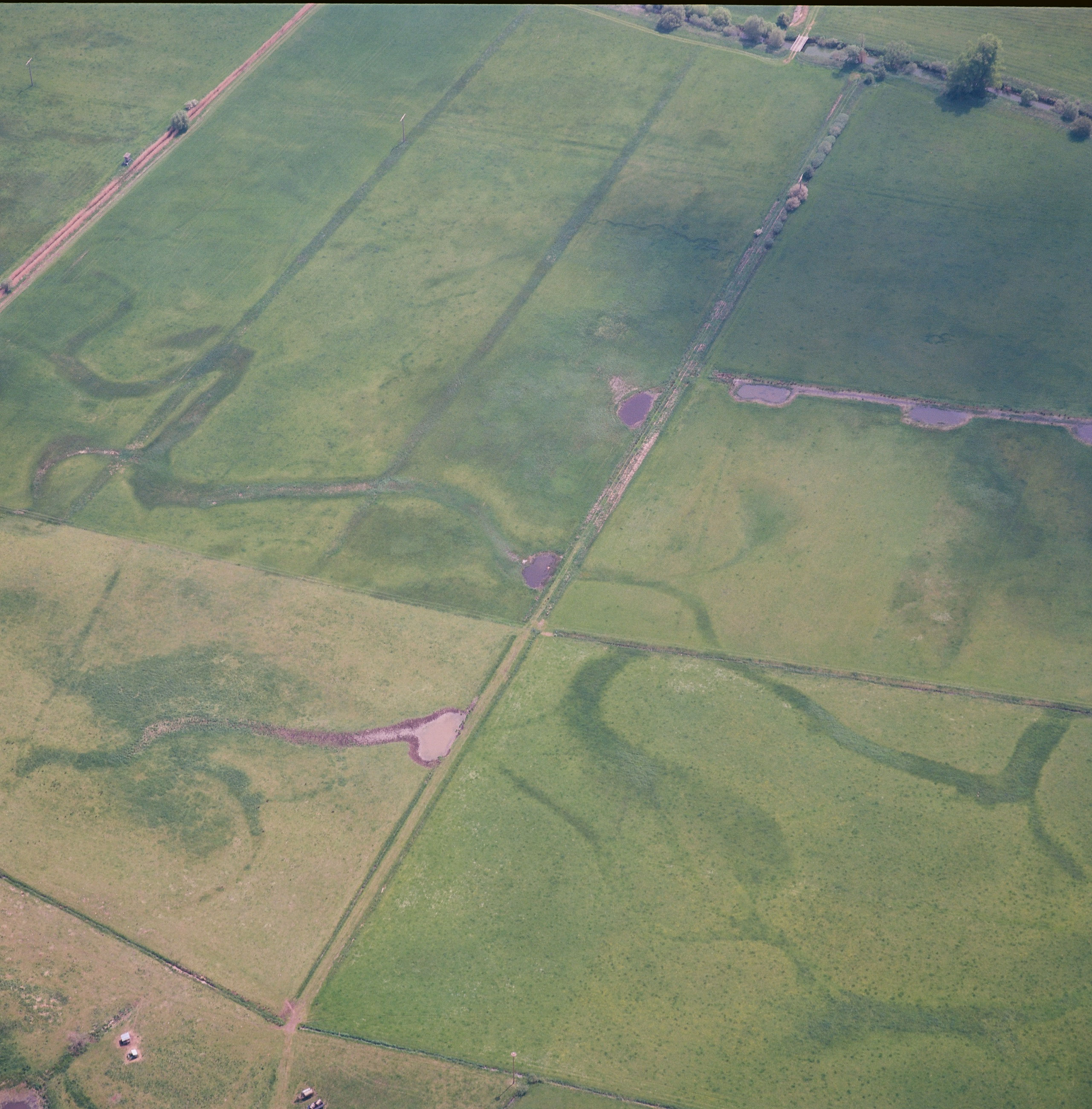
Naturschutzgebiet Am Mähried bei Staden (Mai 2016)

Das Naturschutzgebiet Am Mähried bei Staden liegt auf dem Gebiet der Stadt Florstadt im Wetteraukreis in Hessen.
Das etwa 107,7 ha große Gebiet, das im Jahr 1983 unter der Kennung 1440011 unter Naturschutz gestellt wurde, erstreckt sich nordwestlich von Staden und nordöstlich von Ober-Florstadt – beide Stadtteile von Florstadt. Am südlichen Rand des Gebietes fließt die Nidda. Östlich verlaufen die Landesstraße L 3188 und die A 45 und südlich B 275. Westlich liegt der Flugplatz Reichelsheim und fließt die Horloff. Nordöstlich erstreckt sich das etwa 78,9 ha große Naturschutzgebiet Nachtweid von Dauernheim.